# 애나 스타디움
애나 스타디움(Anna Stadium)은 인도의 티루치라팔리시에 위치한 안나종합운동장의 경기장이다.  주요 축구 및 육상 경기장인 안나 스타디움은 10,000명을 수용할 수 있다. 1970년에 건설되었으며 31.25 에이커 (12.65 ha)의 면적에 펼쳐져 있다. 복합 단지에는 다목적 실내 경기장이 있으며 테니스, 배드민턴, 농구, 축구, 카바디, 하키, 배구와 같은 스포츠를 위한 별도의 코트가 있다. 복합 단지는 티루치라팔리의 교외인 카자말라히에 있다.

## 역사
경기장은 1970년 Tamil Nadu의 스포츠 개발 당국에 의해 ₹3크로르 (380,000 달러) 의 비용으로 건설되었다. 주 정부에서 자금을 지원하였다. 네덜란드 에서 수입된 인조잔디는 영국의 전문가가 2주만에 깔아주었다. 2011년 ₹1.77크로르 (220,000 달러)의 비용으로 새로운 다목적 경기장 건설이 시작되었다. 2015년에는 나무 바닥으로 된 실내 경기장이 개선되었다. 새로운 8차선 합성 운동 트랙, 배구 코트, 시설용 투광 조명 및 새 여자 호스텔도 설치되었다. 확장의 총 비용은 ₹12크로르 (1.500만 달러) 이었고 이로써 트리치는 첸나이, 코임바토르 및 마두라이에 이어 타밀나두에서 이러한 운동 시설을 갖춘 네 번째 도시가 되었다.

## 시설
주요 육상 경기장인 안나 스타디움은 10,000명을 수용할 수 있다. 또한 에스트로 잔디 하키 경기장과 400 미터 (1,300 ft)의 8레인이 있다. 합성 운동 트랙.  경기장에는 애나 실내 경기장이라는 체육관, 수영장 및 스포츠 호스텔도 있다. 단지 내 다목적 실내 경기장에는 농구, 배구, 배드민턴, 핸드볼 코트가 있다. 수용 인원은 2,000명이다.

## 같이 보기
- 자와할랄 네루 스타디움 (첸나이)